# Велоспорт на літніх Олімпійських іграх 2012 — командна гонка переслідування (жінки)
Змагання у командній гонці переслідування з велоспорту серед жінок на літніх Олімпійських іграх 2012 пройшли 3-4 серпня в Лондонському велопарку.
Золоту медаль з новим світовим рекордом виграла команда Великої Британії, до складу якої входили Дені Кінг, Лора Тротт і Джоанна Роуселл. Якщо брати до уваги доолімпійські заїзди і фінал Олімпійських ігор, то ці спортсменки били рекорд у всіх шести заїздах, в яких вони виступали разом. Сара Гаммер, Дотсі Бош і Дженні Рід, які виступали за команду США, посіли друге місце, а команда Канади, в складі якої виступали Тара Віттен, Джилліан Карлтон і Джасмін Глессер, - третє.

## Формат змагань
Змагання з командної гонки переслідування складалися з заїздів на 3 км між двома командами з трьох велогонщиць. Ці команди стартували на протилежних боках треку. Якщо одна команда наздоганяла другу, то гонка закінчувалася.
Спочатку відбувся кваліфікаційний раунд. Вісім найшвидших команд вийшли в перший раунд, із них чотири перші команди змагалися за золоту медаль, а команди, що посіли з п'ятого по восьме місце - за бронзову.
В першому раунді команди, що пройшли кваліфікацію, змагалися між собою таким чином. 1-ша проти 4-ї, 2-га проти 3-ї, переможниці цих заїздів між собою у фіналі за золоту медаль. 5-та проти 8-ї, 6-та проти 7-ї. Потрапляння в бронзовий фінал ґрунтувалося на часі, в нього виходили дві найшвидші команди з шести, які не потрапили в золотий фінал. Також відбулися заїзди за 5-те/6-те і 7-ме/8-ме місця.

## Розклад змагань
Вказано Британський літній час
| Дата                   | Час   | Раунд                 |
| ---------------------- | ----- | --------------------- |
| П'ятниця 3 серпня 2012 | 17:00 | Кваліфікація          |
| Субота 4 серпня 2012   | 16:10 | Перший раунд і фінали |

## Результати

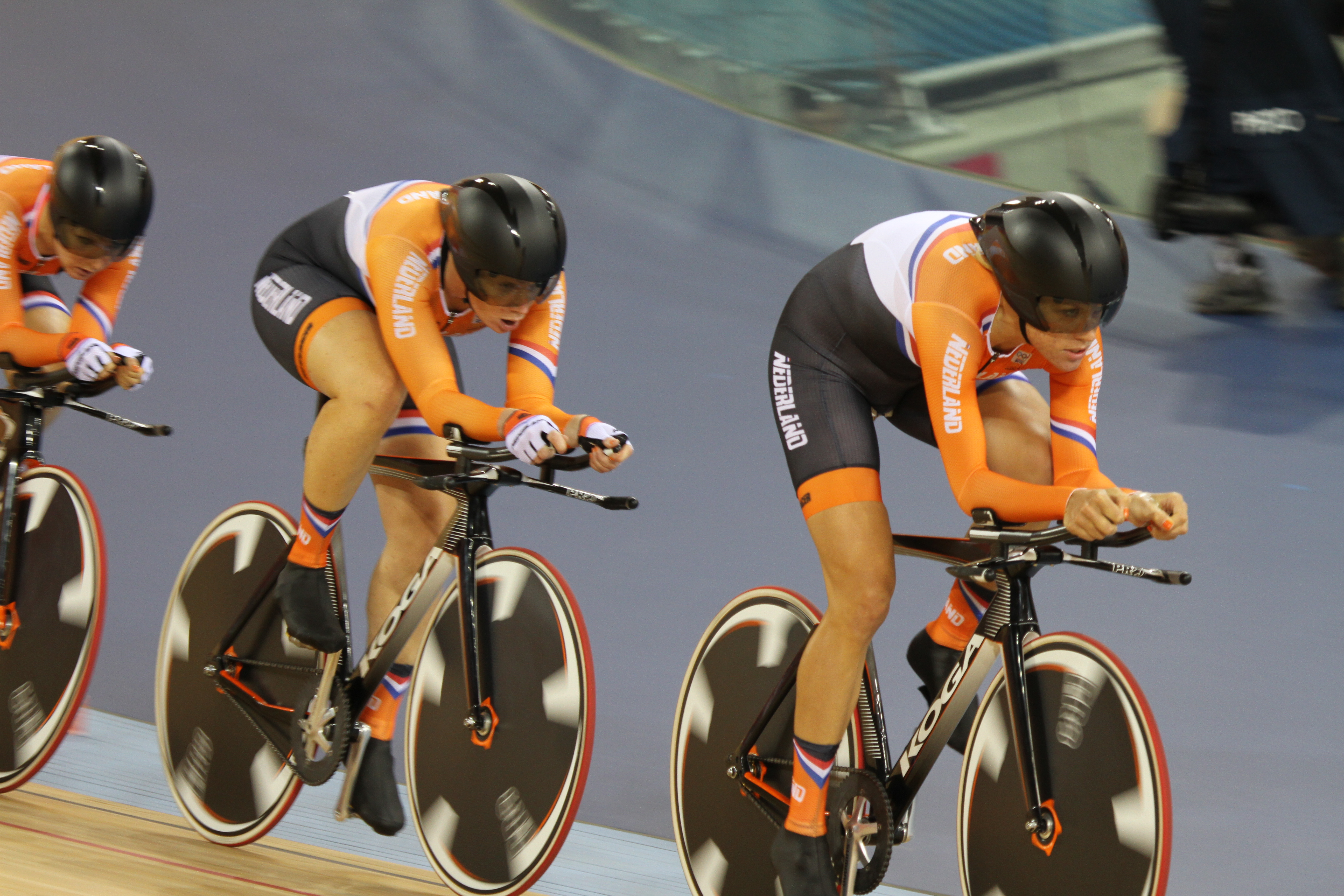
Нідерландська команда (Еллен ван Дайк, Кірстен Вілд, Емі Пітерс) у кваліфікації

### Кваліфікація
| Місце | Країна                | Спортсменки                                          | Результат | Примітки  |
| ----- | --------------------- | ---------------------------------------------------- | --------- | --------- |
| 1     | Велика Британія (GBR) | Дені Кінг Лора Тротт Джоанна Роуселл                 | 3:15.669  | Q, WR, OR |
| 2     | США (USA)             | Сара Гаммер Дотсі Бош Дженні Рід                     | 3:19.406  | Q         |
| 3     | Австралія (AUS)       | Аннетт Едмондсон Мелісса Госкінс Жозефін Томік       | 3:19.719  | Q         |
| 4     | Канада (CAN)          | Тара Віттен Джилліан Карлтон Джасмін Глессер         | 3:19.816  | Q         |
| 5     | Нова Зеландія (NZL)   | Лорен Елліс Джеймі Нільсен Елісон Шенкс              | 3:20.421  | Q         |
| 6     | Нідерланди (NED)      | Кірстен Вілд Емі Пітерс Еллен ван Дайк               | 3:21.602  | Q         |
| 7     | Німеччина (GER)       | Юдіт Арндт Шарлотта Беккер Ліза Бреннауер            | 3:22.058  | Q         |
| 8     | Білорусь (BLR)        | Тетяна Шаракова Олена Дилько Оксана Попко            | 3:22.850  | Q         |
| 9     | Україна (UKR)         | Єлизавета Бочкарьова Світлана Галюк Леся Калітовська | 3:25.160  |           |
| 10    | Китай (CHN)           | Цзян Фань Цзян Веньвень Лян Цзін                     | 3:26.049  |           |

### Перший раунд
| Місце | Заїзд | Країна                | Спортсменки                                    | Результат | Примітки |
| ----- | ----- | --------------------- | ---------------------------------------------- | --------- | -------- |
| 1     | 4     | Велика Британія (GBR) | Дені Кінг Лора Тротт Джоанна Роуселл           | 3:14.682  | WR, OR   |
| 2     | 3     | США (USA)             | Сара Гаммер Дотсі Бош Дженні Рід               | 3:16.853  | NR       |
| 3     | 3     | Австралія (AUS)       | Аннетт Едмондсон Мелісса Госкінс Жозефін Томік | 3:16.935  | OC       |
| 4     | 4     | Канада (CAN)          | Тара Віттен Джилліан Карлтон Джасмін Глессер   | 3:17.454  | NR       |
| 5     | 2     | Нова Зеландія (NZL)   | Лорен Елліс Джеймі Нільсен Елісон Шенкс        | 3:18.514  | NR       |
| 6     | 1     | Нідерланди (NED)      | Кірстен Вілд Вера Кудодер Еллен ван Дайк       | 3:20.013  | NR       |
| 7     | 1     | Німеччина (GER)       | Юдіт Арндт Шарлотта Беккер Ліза Бреннауер      | 3:21.086  |          |
| 8     | 2     | Білорусь (BLR)        | Тетяна Шаракова Олена Дилько Оксана Попко      | 3:21.942  |          |

### Фінали

#### Фінал за 7-8-ме місця
| Місце | Країна          | Спортсмени                                | Результат | Примітки |
| ----- | --------------- | ----------------------------------------- | --------- | -------- |
| 7     | Білорусь (BLR)  | Тетяна Шаракова Олена Дилько Оксана Попко | 3:20.245  | NR       |
| 8     | Німеччина (GER) | Юдіт Арндт Шарлотта Беккер Ліза Бреннауер | 3:20.824  | NR       |

#### Фінал за 5-6-те місця

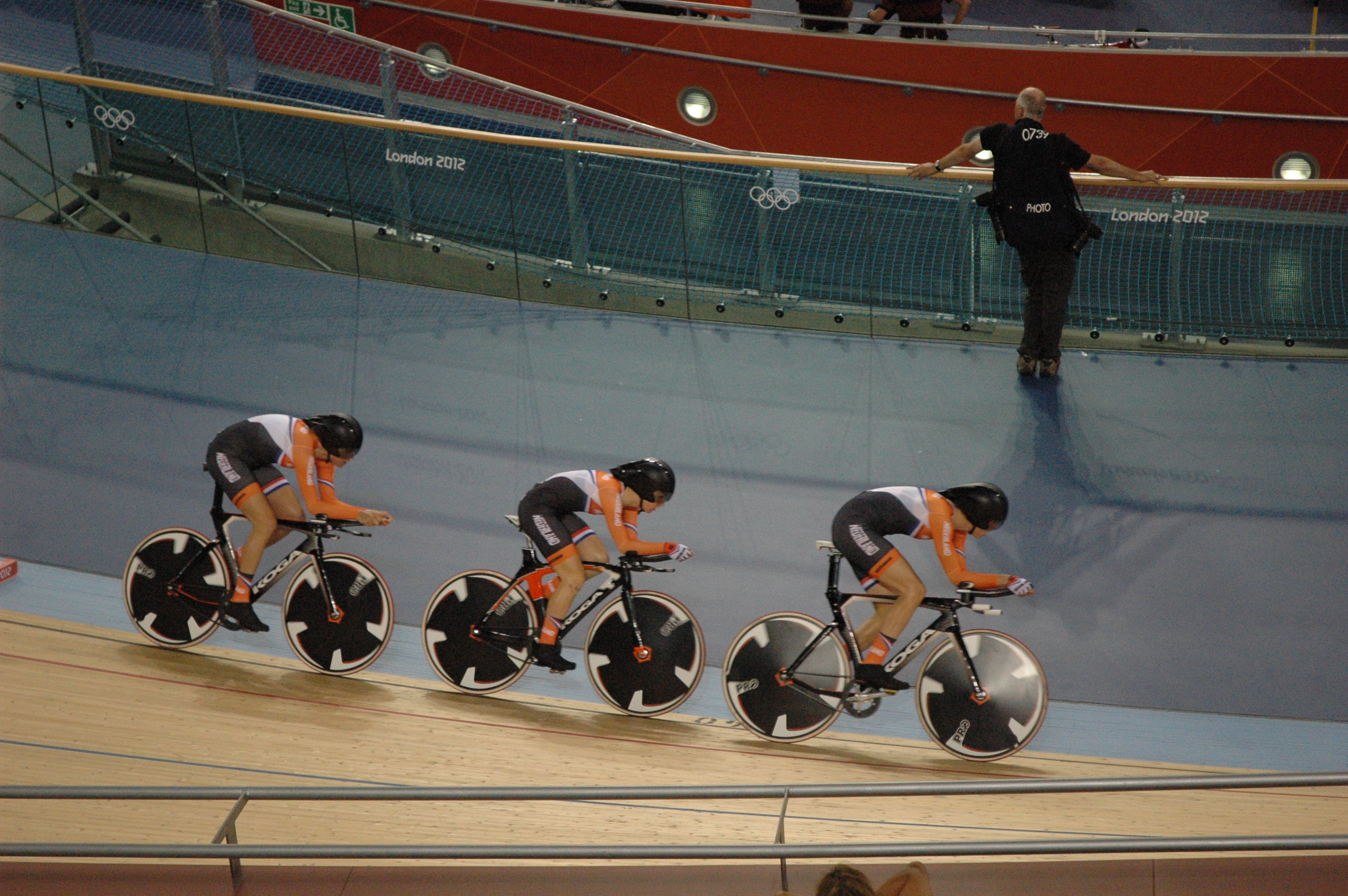
Нідерландська команда (Еллен ван Дайк, Емі Пітерс, Вера Кудодер) у фіналі за 5-те місце

| Місце | Країна              | Спортсмени                              | Результат | Примітки |
| ----- | ------------------- | --------------------------------------- | --------- | -------- |
| 5     | Нова Зеландія (NZL) | Лорен Елліс Джеймі Нільсен Елісон Шенкс | 3:19.351  |          |
| 6     | Нідерланди (NED)    | Вера Кудодер Емі Пітерс Еллен ван Дайк  | 3:23.256  |          |

#### Фінал за бронзову медаль
| Місце | Країна          | Спортсмени                                     | Результат | Примітки |
| ----- | --------------- | ---------------------------------------------- | --------- | -------- |
| 3     | Канада (CAN)    | Тара Віттен Джилліан Карлтон Джасмін Глессер   | 3:17.915  |          |
| 4     | Австралія (AUS) | Аннетт Едмондсон Мелісса Госкінс Жозефін Томік | 3:18.096  |          |

#### Фінал за золоту медаль

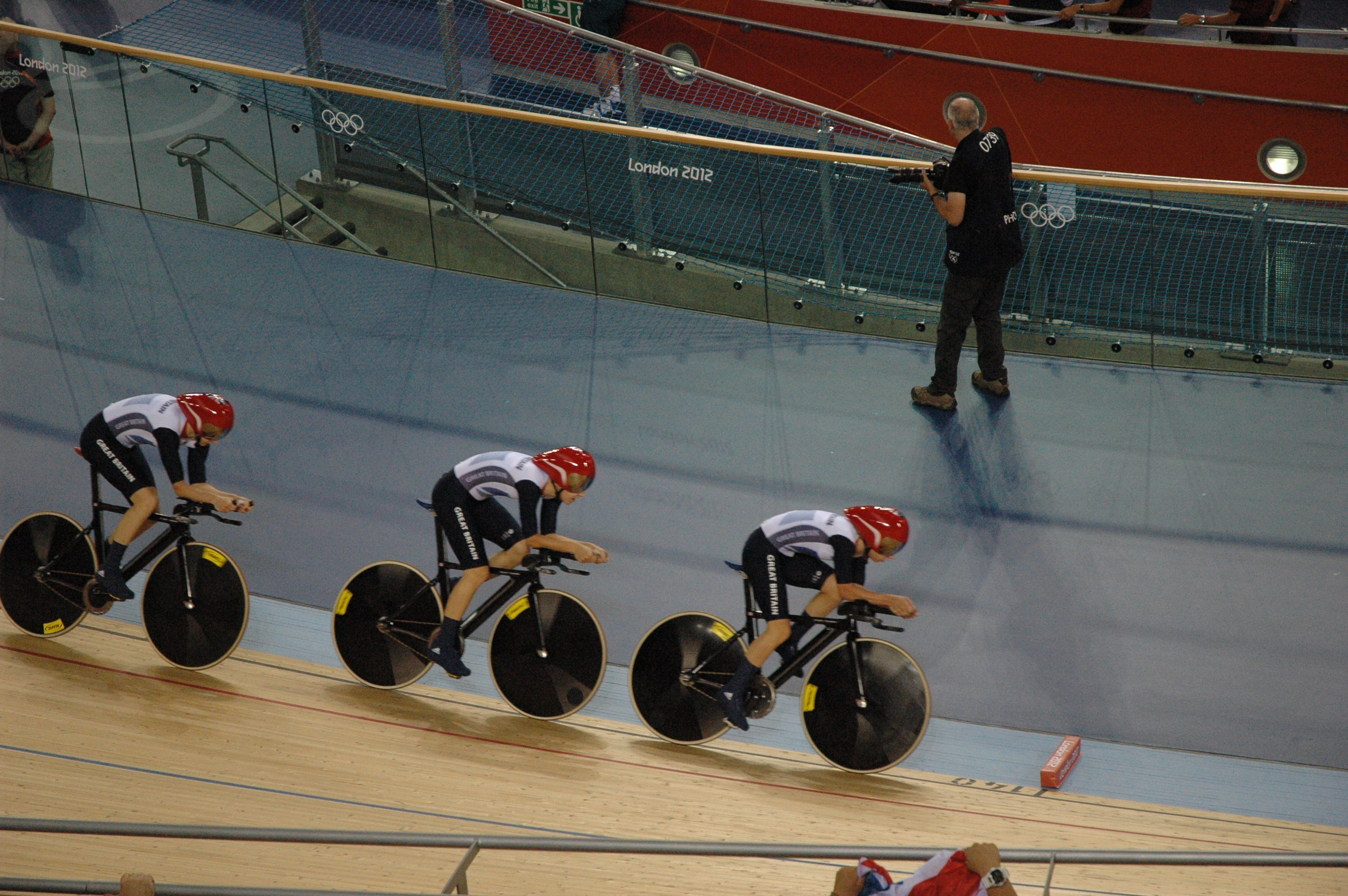
Команда Великої Британії (Дені Кінг, Лора Тротт, Джоанна Роуселл) у фіналі за золоту медаль

| Місце | Країна                | Спортсмени                           | Результат | Примітки |
| ----- | --------------------- | ------------------------------------ | --------- | -------- |
| 1     | Велика Британія (GBR) | Дені Кінг Лора Тротт Джоанна Роуселл | 3:14.051  | WR, OR   |
| 2     | США (USA)             | Сара Гаммер Дотсі Бош Лорен Тамайо   | 3:19.727  |          |

## Фінальна класифікація
У фінальній класифікації вказано також велогонщиць, які змагалися у кваліфікації й першому раунді.
| Місце | Країна                | Спортсмени                                           |
| ----- | --------------------- | ---------------------------------------------------- |
| 1     | Велика Британія (GBR) | Дені Кінг Лора Тротт Джоанна Роуселл                 |
| 2     | США (USA)             | Сара Гаммер Дотсі Бош Лорен Тамайо Дженні Рід        |
| 3     | Канада (CAN)          | Тара Віттен Джилліан Карлтон Джасмін Глессер         |
| 4     | Австралія (AUS)       | Аннетт Едмондсон Мелісса Госкінс Жозефін Томік       |
| 5     | Нова Зеландія (NZL)   | Лорен Елліс Джеймі Нільсен Елісон Шенкс              |
| 6     | Нідерланди (NED)      | Еллен ван Дайк Кірстен Вілд Вера Кудодер Емі Пітерс  |
| 7     | Білорусь (BLR)        | Тетяна Шаракова Олена Дилько Оксана Попко            |
| 8     | Німеччина (GER)       | Юдіт Арндт Шарлотта Беккер Ліза Бреннауер            |
| 9     | Україна (UKR)         | Єлизавета Бочкарьова Світлана Галюк Леся Калітовська |
| 10    | Китай (CHN)           | Цзян Фань Цзян Веньвень Лян Цзін                     |